# Blomstertobak
Blomstertobak (Nicotiana × sanderae) är en hybrid inom familjen potatisväxter mellan stor blomstertobak (N. alata) och purpurtobak (N. forgetiana). Växten är egentligen flerårig, men odlas vanligen som ettårig utplanteringsväxt. Den beskrevs först av Hort. och W. Wats. (pro sp.).
Blomstertobak odlas bland annat för att den lockar insekter till trädgården (bland annat som pollinerare). Växten doftar på natten, vilket lockar fram svärmare och olika nattflyn.

## Bildgalleri

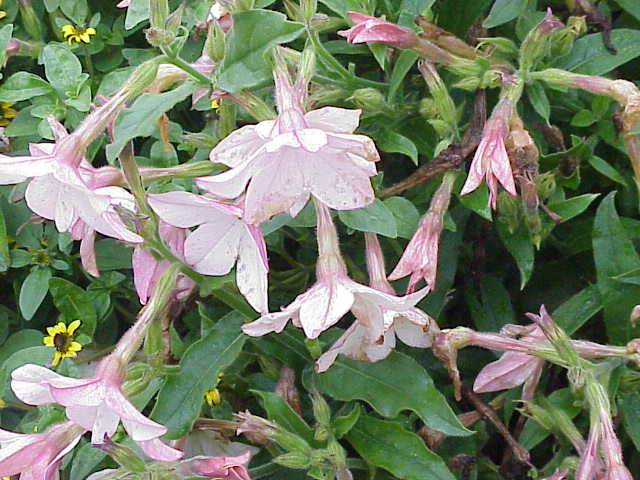
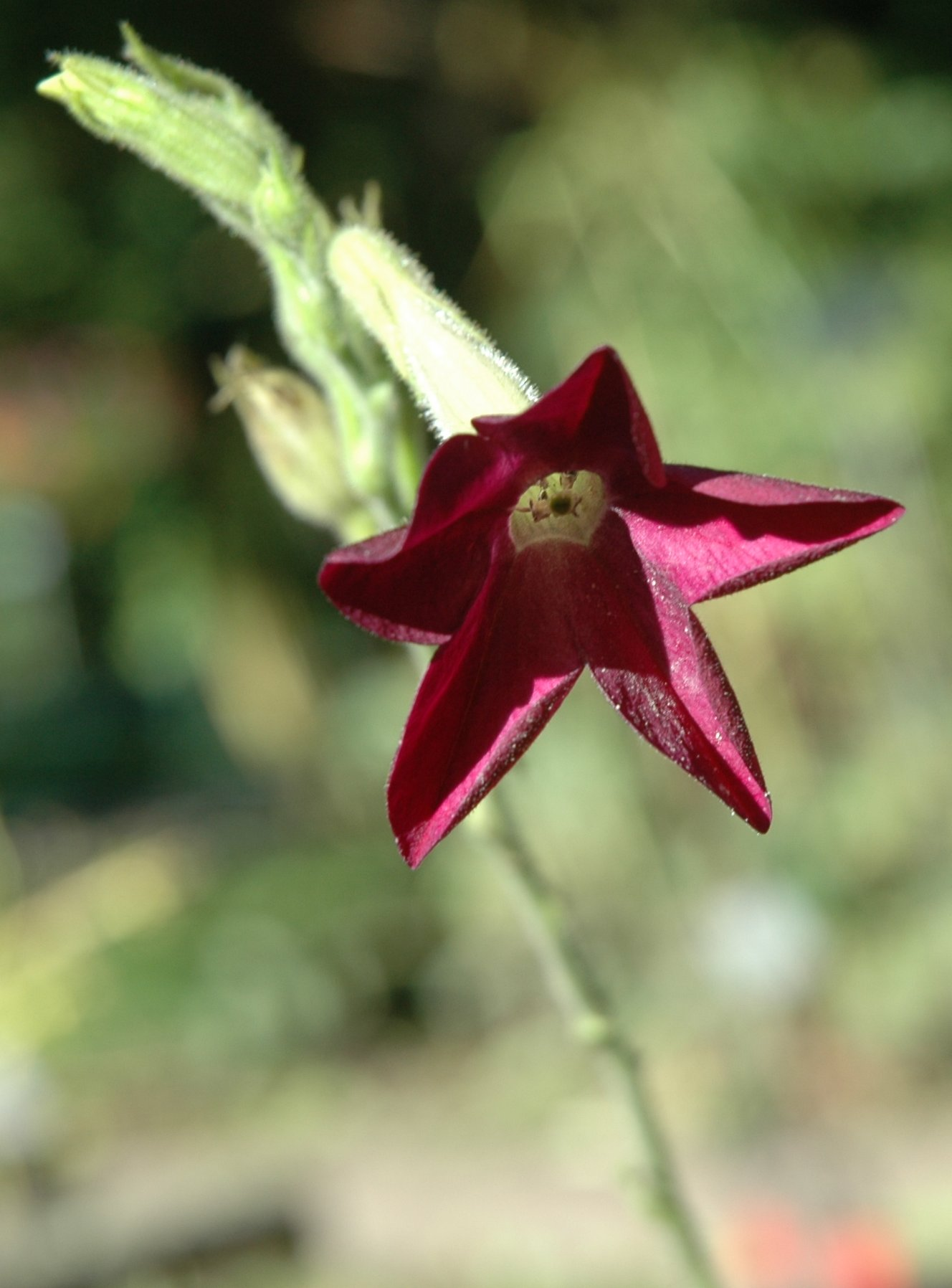
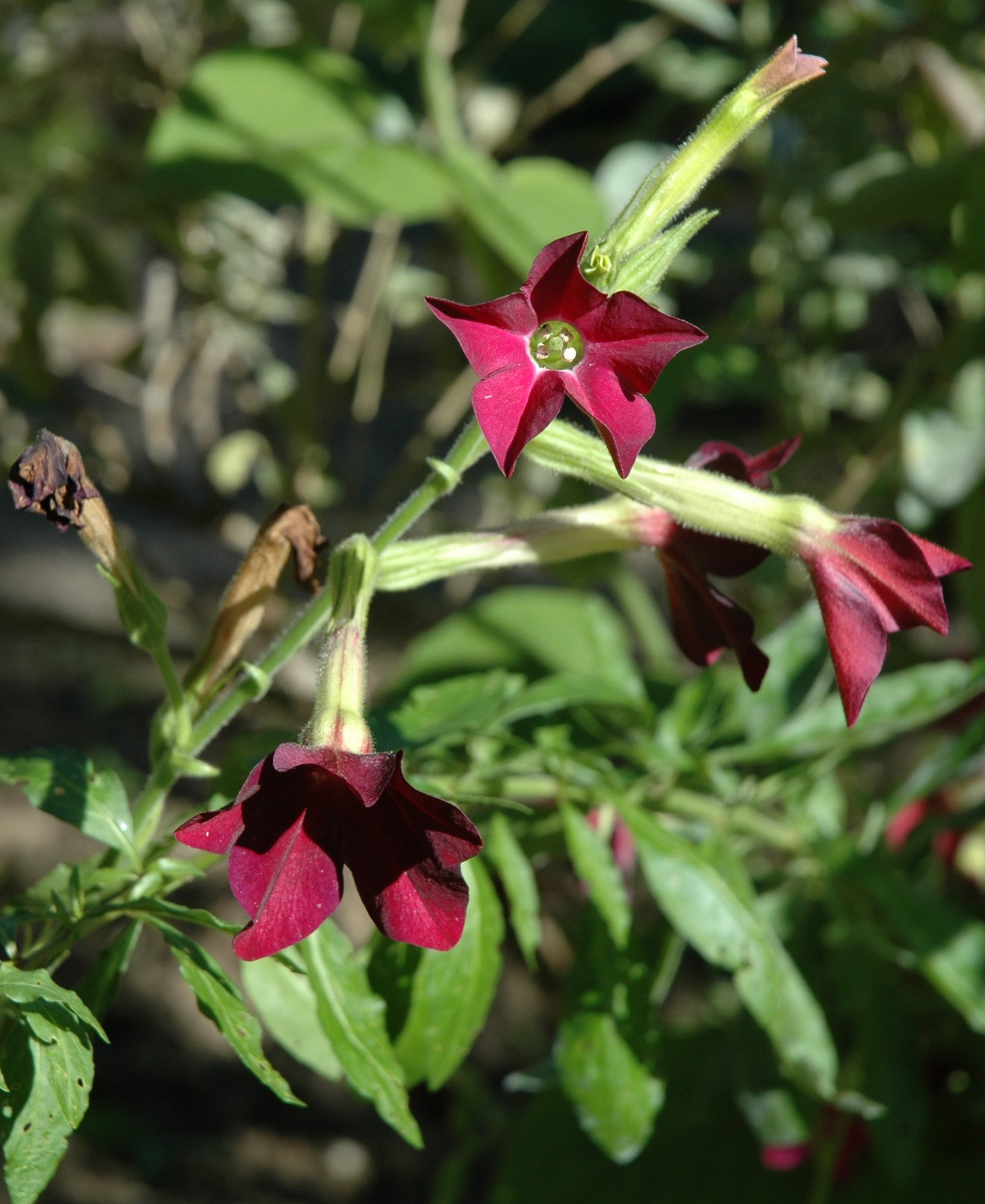
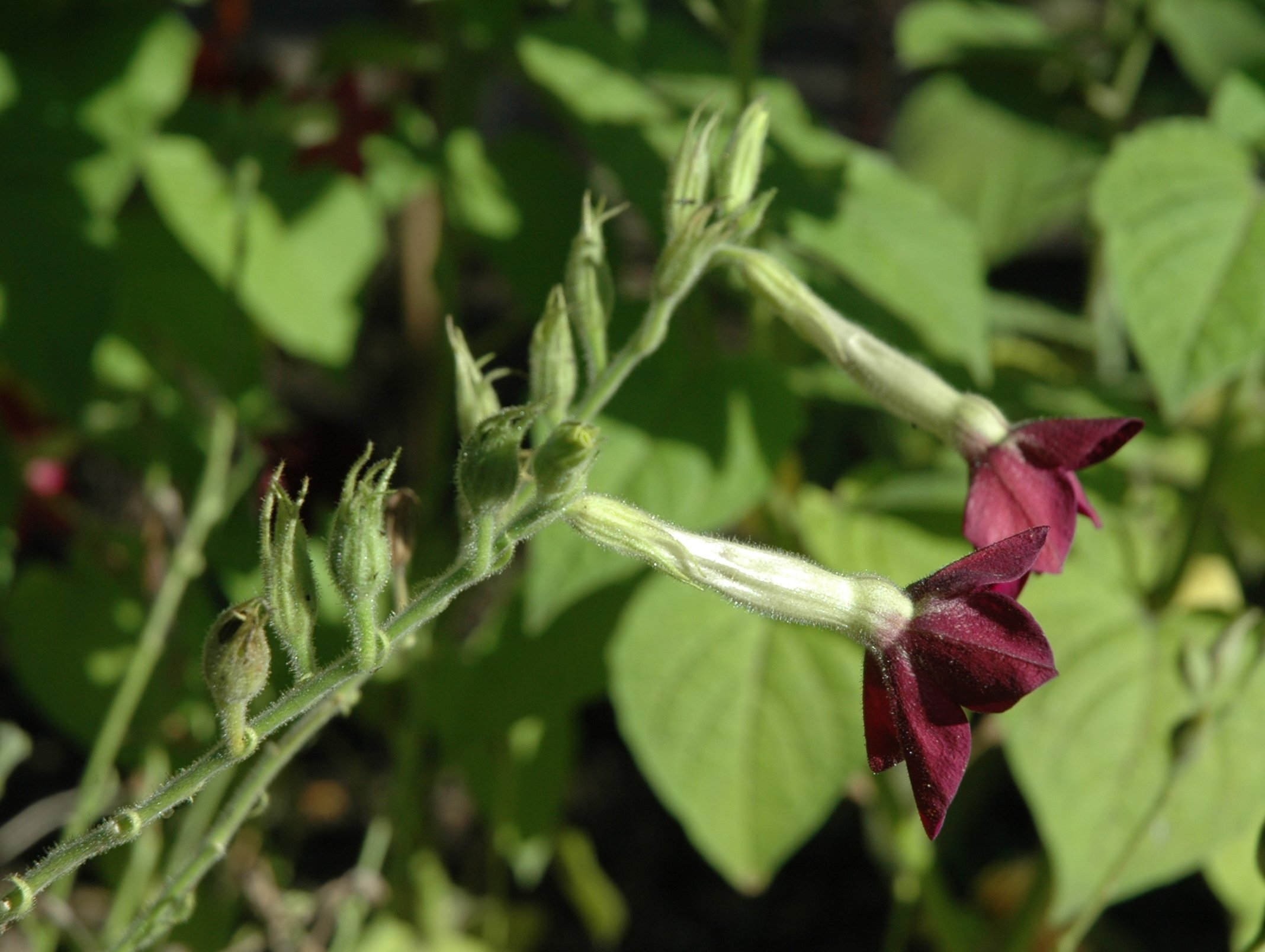

## Synonymer
Nicotiana alata f. rubella Moldenke